# 交趾陶藝術節
交趾陶藝術節，是臺灣嘉義市政府所舉辦的文化節慶活動，已從1997年起舉辦第一屆至今，約於每年的11－12月舉辦為期數週的一系列活動。

## 活動源起
1997年，當時的文建會舉辦的各縣市文化中心文藝季（全國文藝季）中，嘉義市政府以「嘉義交趾節」為主題舉辦相關文藝活動，至此開始每年一度的嘉義交趾陶藝術節。

## 活動主題
歷年各屆的交趾陶藝術節活動，曾舉辦過各種的活動主題，列舉如下：
1. 展覽
2. 研討會
3. 創作比賽
4. 花車遊行
5. 參觀導覽
6. 教學體驗創作

## 外部連結
- 嘉義市政府文化局 （页面存档备份，存于）